# Deutsche Steuer-Gewerkschaft
Deutsche Steuer-Gewerkschaft (skrót DSTG; pol. Niemiecki Związek Zawodowy dla Administracji Podatkowej) – niemiecki związek zawodowy dostępny dla wszystkich grup zawodowych zatrudnionych w niemieckiej administracji skarbowej (urzędników, pracowników umysłowych i fizycznych). Zrzesza ok. 79.000 członków.